# إدارة التغذية
إدارة التغذية، والتي تُعرف أيضًا بإدارة الخدمات الغذائية، هي توفير الخيارات الغذائية للأفراد والجماعات مع الاهتمام بالحمية الغذائية من خلال الإشراف على الخدمات الغذائية.
يعمل المتخصصون  في إدارة النظام الغذائي والمعروفين باسم المديرين الغذائيين، في المستشفيات،  مرافق الرعاية طويلة الأجل، المطاعم، كافتيريات المدارس، الجامعات، المرافق الإصلاحية وغيرها من خدمات الطعام وعادةً ما تُنفذ خطط الوجبات التي يضعها أخصائو التغذية وخبراء التغذية فهم مسؤولون عن الإشراف على عمل العاملين في مجال تغذية الأخرين مثل الطهاة ومساعديهم. تُسمى إدارة النظام الغذائي بإدارة الخدمات الغذائية

## تدريب وتنظيم مديري النظام الغذائي
تختلف المتطلبات المهنية لمديري الأنظمة الغذائية باختلاف البلدان وإعدادات التوظيف، ولكنها عادة ما تتضمن بعض التعليم الرسمي) ما بعد الثانوي (أو الخبرة أثناء العمل في مجال الرعاية، التغذية، إدارة عمليات خدمات الأغذية، إدارة الموارد البشرية والصرف الصحي والسلامة الغذاء. لا تخضع إدارة النظام الغذائي عادةً للتنظيم المهني على الرغم من أن العديد من أصحاب العمل يفضلون الحصول على شهادة تطوعية.
في كندا يمكن لمديري الأنظمة الغذائية ذوي التدريب المعترف به في مجالات مثل العلاج الغذائي وتخطيط القائمة وسلامة الأغذية وإنتاج الغذاء أن يصبحوا أعضاء في الجمعية الكندية لإدارة التغذية.
في الولايات المتحدة، يمكن لمديري النظام الغذائي اللذين لديهم مزيج من التعليم والخبرة أن يخضعوا لامتحان شهادة تقدمه رابطة مُديري الأنظمة الغذائية والمعروف باسم امتحان اعتماد المدير الغذائي. تشمل متطلبات الأهلية لإجراء الامتحان شهادة  من رابطة مديري الأنظمة الغذائية، وهي معتمدة في ذلك التغذية وإدارة خدمات الطعام وفنون الطهي وإدارة المطاعم والفنادق وإدارة الخدمات الغذائية المؤسسية أو تدريب مدير النظام الغذائي العسكري. قد يجري التدريب في مدرسة مُعينة أو من خلال التعُلم عن بُعد. يسمح اجتياز الاختبار باستخدام عنوان «مدير النظام الغذائي المُعتمد» أو «مُحترف مُعتمد في حماية الأغذية».